# Zdrzychów
Zdrzychów – wieś w Polsce położona w województwie łódzkim, w powiecie poddębickim, w gminie Dalików.
W latach 1975–1998 miejscowość administracyjnie należała do województwa sieradzkiego.
We wsi Zdrzychów toczy się akcja serialu Daleko od szosy.